# Wadsworth Jarrell
Wadsworth Aekins Jarrell es un pintor, escultor y grabador afro-estadounidense. Nacido en Albany, Georgia, se trasladó a Chicago, Illinois, donde estudió en la Art Institute of Chicago. Después de graduarse, se involucró en la escena artística local ya través de sus primeros trabajos que exploran la vida útil de los negros en Chicago y se encontró la influencia de las vistas y sonidos de la música jazz. A finales de 1960 abrió el WJ Estudio y Galería, donde, con su mujer, Jae, fue anfitrión de artistas regionales y músicos. 
A mediados de 1960 en Chicago registró un aumento de la violencia racial que conducían a la exploración de las relaciones raciales y el empoderamiento negro de artistas locales. Jarrell se involucró en la organización de Black American Culture (OBAC), un grupo que servía como plataforma de lanzamiento para el movimiento del arte negro de la época. En 1967, los artistas de OBRAC crearon el Muro de respeto, un mural en Chicago que representaba héroes afroestadounidenses, uno de los inicios de la activación del movimiento muralista político en Chicago. En 1969, Jarrell fundó África COBRA: African Commune of Bad relevante Artists). Africa-COBRA sería aclamado internacionalmente por su arte, temas políticos y el uso de colores vivos en sus pinturas. 
La carrera artística de Jarrell le llevó a África en 1977, donde encontró la inspiración en el pueblo senufo de Nigeria. Al volver a Estados Unidos se trasladó a Georgia, y enseñó a la Universidad de Georgia. En Georgia, comenzó a utilizar una Paleta de obrar en sus lienzos, creando una apariencia de textura en sus pinturas ya visualmente activas. 
Las cifras a menudo en sus pinturas son abstractas e inspiradas por las máscaras y esculturas de Nigeria. viviendo y trabajando en Cleveland, Jarrell continúa explorando la experiencia afroamericana contemporánea a través de sus pinturas, esculturas y grabados. Su obra se encuentra en las colecciones del Museo Nacional de Historia y Cultura Afroamericanas, High Museum of Art, The Studio Museum de Harlem y la Universidad de Delaware.

## Premios y reconocimientos
- Primer premio 1988, Atlanta Life Invitational Exhibition, Southeastern Center for Contemporary Art[1]
- Cover, 1985, Arte Papeles
- Premio por la excelencia pintando, 1985, Southern Home Shows Exposition[2]
- Premio de la comisión de artes del Distrito de Columbia, 1974
- Artista en residencia, 1974, Escuelas públicas del Distrito de Columbia

## Exposiciones relevantes

### Individuales
- Edge Cutters.1993, Kentucky Derby Museum.
- Large Format.1987, Southwest Atlanta Hospital.
- Paintings and Sculptures, Wadsworth Jarrell.1987, Albany Museum of Art..
- The Power and the Glory.1979, University of Georgia.
- Going Home., 1976, Howard University.

### Colectivas
- África COBRA: No Middle Ground.1992, Museo of Science and Industry, Chicago, Illinois.
- Twelfth Annual Atlanta Life Invitational Exhibition.1992, Herndon Plaza, Atlanta.
- Vital Signs.1991, Atlanta Contemporary Art Center.
- África COBRA: The First Twenty Years.1990, Florida A & M University.
- Horse Flesh.1990, Kentucky Derby Museum.
- Beaches Annual Exhibition.1989, Museum of Contemporary Art Jacksonville.
- Artists in Georgia 1988., 1988 Atlanta Contemporary Art Center.
- The Art in Atlanta.1988, Southeastern Center for Contemporary Art.
- Birmingham Biennial.1987, Birmingham Museum of Art.
- AFRICOBRA USA. ' 1987, Sermac Gallery, Fort-de-France, Martinica.
- Odón Och In.1986, Malmö konstmuseum.
- Artists in Georgia.1985, Georgia Museum of Art.
- Atlanta in France.1985, Chapelle de la Sorbonne.
- U.S.A. Vuelta Del Sur.1985, Palazzo Venezia.
- Commemoration tono Soweto.África COBRA, 1980, United Nations Headquarters.
- Directions and Dimensiones.1980, Mississippi Museum of Natural Science.
- Artists in Georgia.1980, High Museum of Art.
- Artists in Schools.1976, Delaware Art Museum.
- Directions in Afro-American Art.1974, Herbert F. Johnson Museum of Art.[3]